# Crasna (Gorj)
Crasna es una comuna ubicada en el distrito de Gorj, Rumania.

## Superficie
Cuenta con una superficie de 209,1 kilómetros cuadrados.

## Demografía
Hasta 2021 la población era de 4698 habitantes, con una densidad de población de 22,47 habitantes por kilómetro cuadrado.